# Telmissos
Koordinaten: 37° 3′ N, 27° 19′ O
Telmissos (altgriechisch Τελμισσός, seltener Τελμεσσός Telmessos genannt) war ein antiker Ort in Karien bei dem heutigen Dorf Gürece, etwa elf Kilometer westlich von Bodrum (dem antiken Halikarnassos) in der heutigen Türkei.
Ursprünglich war Telmissos eine Siedlung der Leleger. Um 361 v. Chr. wurde ein Teil der Einwohner von Maussolos nach Halikarnassos umgesiedelt, im 2. Jahrhundert v. Chr. wurde Telmissos vollständig in die Nachbarstadt eingegliedert. In Telmissos befand sich ein noch in der römischen Kaiserzeit bedeutendes Apollon-Heiligtum mit Orakel.
Erhalten sind Reste einer lelegischen Höhensiedlung mit Befestigung, Kammer- und Felsgräbern.
Schon in der Antike wurde der Ort häufig mit Telmessos in Lykien verwechselt.